# Tuve landskommun
Tuve landskommun var en tidigare kommun i dåvarande Göteborgs och Bohus län.

## Administrativ historik
I Tuve socken i Östra Hisings härad inrättades, när 1862 års kommunalförordningar trädde i kraft, denna landskommun.
Kommunen påverkades inte av 1952 års kommunreform.
Kommunen upphörde med utgången av år 1966, varefter dess område inkorporerades med Göteborgs stad som 1971 ombildades till Göteborgs kommun.
Kommunkoden var 1409.

### Kyrklig tillhörighet
I kyrkligt hänseende tillhörde kommunen Tuve församling.

## Geografi
Tuve landskommun omfattade den 1 januari 1952 en areal av 16,75 km², varav 16,55 km² land.

### Tätorter i kommunen 1960
| Tätort            | Folkmängd |
| ----------------- | --------- |
| Göteborg, del ava | 1 408     |
| Glöstorp          | 971       |

Tätortsgraden i kommunen var den 1 november 1960 84,5 procent.

## Politik

### Mandatfördelning i valen 1942–1962
| 6 | 14 |

| 20 |

| 10 | 10 |

| 20 |

| 6 | 14 |

| 20 |

| 7 | 7 | 5 | 1 |

| 19 |

| 8 | 5 | 5 | 2 |

| 18 |

| 8 | 3 | 6 | 3 |

| 17 | 3 |